# Franz-Josephs-Höhe
Die Franz-Josephs-Höhe ist ein 1033 m ü. A. hoher Berg in der Obersteiermark, der als Bergschulter zum Bocksruck innerhalb der Murberge gehört und die Gemeinden Pölstal und Pöls-Oberkurzheim begrenzt. Der Gipfel liegt nördlich des höheren Wagnerkogels.

## Touristische Bedeutung
Wandertouren auf die Franz-Josephs-Höhe gelten als leicht. Ein Rundwanderweg, bei dem die Pfarrkirche Oberzeiring besucht wird, soll knapp fünf Kilometer lang sein und eine Stunde dauern.